# Palazzo Montevecchio Chiovenda
Il palazzo Montevecchio, anche noto come palazzo Chiovenda, è un edificio rinascimentale situato a Roma, in piazza Montevecchio 5-7, nel rione Ponte.

## Storia
Committente dell'edificio fu verosimilmente la famiglia dei conti, poi duchi di Montevecchio (un ramo dei Gabrielli di Gubbio), che vollero qui realizzare la loro residenza romana.
Il progetto, senza certezza documentale, è attribuito a Baldassarre Peruzzi; la costruzione fu terminata intorno al 1515. La tradizione vuole che qui abbia avuto la sua prima residenza Raffaello Sanzio appena si trasferì a Roma, ospite dei conti di Montevecchio, anch'essi marchigiani. Negli anni seguenti Raffaello avrebbe poi lavorato nella vicina chiesa di Santa Maria della Pace.
Nel XVII secolo vi soggiornò Gregorio Leti, che sotto lo pseudonimo di "Abate Gualdi", fu tra le maggiori figure del Libertinismo italiano. Sul finire del Settecento (o forse nel primo Ottocento) la proprietà passò alla famiglia Chiovenda, originaria della Val d'Ossola. L'edificio è oggi suddiviso in abitazioni, mentre il cortile interno, alterato rispetto alla configurazione originaria, è sede di officine e botteghe. Il piano terreno ospita il teatro "L'Arciliuto".

## Descrizione
Il palazzo si presenta con una facciata a nove ordini su tre piani. Il basamento è a bugne lisce, con tre portali di dimensioni differenti. I piani superiori presentano laterizio a facciavista, e sono suddivisi da lesene in peperino, ioniche al primo piano e corinzie al secondo, ispirate ai modelli del Bramante. Tra queste si aprono finestre incorniciate. Il secondo piano presenta un fregio, anch'esso in laterizio, nel quale si aprono oculi in peperino. Si nota una parziale sopraelevazione ottocentesca.
Il disegno dell'edificio presenta analogie con quello del palazzo di Jacopo da Brescia e con il palazzo Missini-Ossoli in piazza della Quercia.